# Vedaranyam
Vedaranyam (o Vedaranniyam, Vedaraniam, Vedaranayam) è una suddivisione dell'India, classificata come town panchayat, di 31.728 abitanti, situata nel distretto di Nagapattinam, nello stato federato del Tamil Nadu. In base al numero di abitanti la città rientra nella classe III (da 20.000 a 49.999 persone).

## Geografia fisica
La città è situata a 10° 22' 0 N e 79° 50' 60 E al livello del mare.

## Società

### Evoluzione demografica
Al censimento del 2001 la popolazione di Vedaranyam assommava a 31.728 persone, delle quali 15.355 maschi e 16.373 femmine. I bambini di età inferiore o uguale ai sei anni assommavano a 3.482, dei quali 1.741 maschi e 1.741 femmine. Infine, coloro che erano in grado di saper almeno leggere e scrivere erano 22.584, dei quali 12.177 maschi e 10.407 femmine.